# Luis de Onís
Luis de Onís González y Vara (1762 à Cantalapiedra, province de Salamanque - 1827 à Madrid) est un homme politique et diplomate espagnol particulièrement connu pour avoir négocié et signé, le 22 février 1819, le Traité entre les États-Unis d'Amérique et l'Espagne concernant la cession des Florides connu sous le nom de traité d'Adams-Onís.

## Publication
- Memoria sobre las negociaciones entre España y los Estados-Unidos de América que dieron motivo al tratado de 1819; con una noticia sobre la estadistica de aquel pais; acompaña un apéndice que contiene documentos importantes para mayor ilustración del asunto, Madrid : Imprenta de D.M. de Burgos, 1820. (OCLC 11988210)

## Sources
- Archives diplomatiques pour l'histoire du temps et des états - Troisième volume; Espagne, Stuttgart, Tübingen, J.G. Cotta. pages 395-398 (OCLC 5340859)
- Angel del Río, La misión de don Luis de Onís en los Estados Unidos (1809-1819), Nueva York : 1981. (OCLC 9466356)